# Melicertissa adriatica
Melicertissa adriatica is een hydroïdpoliep uit de familie Laodiceidae. De poliep komt uit het geslacht Melicertissa. Melicertissa adriatica werd in 1915 voor het eerst wetenschappelijk beschreven door Neppi. 